# Echo (You and I)
Echo (You and I) (Eco (Tu e eu)) é uma música interpretada por Anggun, que representará a França no Festival Eurovisão da Canção 2012 no dia 26 de maio em Baku, no Azerbaijão.